# Junya Ishigami
Junya Ishigami (石上 純也 Ishigami Junya?) es un arquitecto japonés nacido en la prefectura de Kanagawa en 1974.
Se graduó en arquitectura y planeamiento en la Universidad Nacional de Bellas Artes y Música de Tokio en el año 2000. Trabajó con Kazuyo Sejima en SANAA de 2000 a 2004, antes de fundar su propio estudio en 2004: junya.ishigami+associates. 
Ishigami Mostró solo en el pabellón japonés en la 11.ª Bienal de Arquitectura de Venecia en 2008; siendo el más joven galardonado del premio "Japan Prize for the Kanagawa Institute of Technology KAIT Workshop" en 2009. En 2010 ganó el León Dorado por el mejor proyecto en la 12.ª Bienal de Arquitectura de Venecia, y se convirtió en profesor asociado en la Universidad de Tohoku de Japón. Ese mismo año, su integración innovadora de la complejidad del contexto a sus proyectos le llevó para ganar un Premio Global para Arquitectura Sostenible. En 2014 se convirtió en Crítico de Diseño Kenzo Tange en la Escuela de Diseño de Harvard en los Estados Unidos. Ahora tiene un Atelier en la Academia de arquitectura de Mendrisio.

## Obras
- Exposición de mesa en la exposición Art Basel, 2006
- Exposición de globo en la exposición "Space for your Future" (Espacio para vuestro Futuro), Museo de Arte Contemporáneo, Tokio,  2007
- Pabellón japonés en la Bienal de Arquitectura de Venecia, 2008
- Tienda de ropa Yohji Yamamoto, Nueva York, 2008
- Estudio KAIT para el Instituto de Tecnología de Kanagawa en Atsugi, Prefectura de Kanagawa, Japón, 2008
- "Cloud arch", una escultura propuesta para Sídney, Australia. 2017.[4]
- Pabellón de la Serpentine Gallery de 2019[5]